# Gouvernement McConnell I
Écosse autonome
McLeish McConnell II
Le premier gouvernement McConnell (en anglais : First McConnell government) est le gouvernement de l'Écosse du 27 novembre 2001 au 20 mars 2003.
Il est formé par Jack McConnell, élu Premier ministre le 22 novembre 2001, et succède au gouvernement McLeish. Il est constitué d'une coalition entre le Parti travailliste écossais (Lab) et le Libéraux-démocrates (LibDem).
Il est remplacé par le gouvernement McConnell II.

## Historique du mandat
Dirigé par le nouveau Premier ministre travailliste Jack McConnell, précédemment Ministre de l'Éducation, de l'Europe et des Affaires extérieures, ce gouvernement est constitué et soutenu par une coalition de centre gauche entre le Parti travailliste écossais (SLP) et les Libéraux-démocrates écossais (SLD). Ensemble, ils disposent de 73 députés sur 129, soit 56,6 % des sièges du Parlement.
Il est formé à la suite de la démission d'Henry McLeish faisant suite à un scandale.
Ce gouvernement est largement remanié par rapport au précédent avec l'arrivée de nombreuses personnalités politiques. En effet, en dehors des deux Libéraux-démocrates, la plupart des ministres travaillistes sont nouveaux. Seuls Wendy Alexander, Patricia Ferguson et le lord Advocate Colin Boyd siégeait dans le précédent exécutif. Andy Kerr est choisi pour les Finances, Iain Gray pour la Justice sociale, 	Mike Watson pour la Culture et les Sports, Malcolm Chisholm pour la Santé et les Services Sociaux, tandis que Cathy Jamieson remplace McConnell à l'Éducation.
Un seul changement intervient. Le 4 mai 2002, Wendy Alexander présente sa démission. Elle est remplacée par Iain Gray, lui-même remplacé par Margaret Curran qui fait son entrée au gouvernement.
À la suite des élections de mai 2003, la coalition sortante remporte 67 sièges soit une perte de 6 élus. La majorité étant fixée à 65 sièges, la coalition peut être reconduite. McConnell forme alors son deuxième gouvernement.

## Investiture
Jack McConnell est élu Premier ministre le 22 novembre 2001 avec l'appui des libéraux-démocrates.
| Candidat | Candidat        | Parti        | Voix |
| -------- | --------------- | ------------ | ---- |
|          | Jack McConnell  | Travailliste | 70   |
|          | John Swinney    | SNP          | 34   |
|          | David McLetchie | Conservateur | 19   |
|          | Dennis Canavan  | Indépendant  | 3    |

## Composition
| Portefeuille                                                         | Titulaire | Titulaire                             | Parti |
| -------------------------------------------------------------------- | --------- | ------------------------------------- | ----- |
| Premier ministre                                                     |           | Jack McConnell                        | SLP   |
| Vice-Premier ministre Ministre de la Justice                         |           | Jim Wallace                           | SLD   |
| Ministre de l'Éducation et de la Jeunesse                            |           | Cathy Jamieson                        | SLP   |
| Ministre de la Justice sociale                                       |           | Iain Gray (jusqu'au 4 mai 2002)       | SLP   |
| Ministre de la Justice sociale                                       |           | Margaret Curran                       | SLP   |
| Ministre des Entreprises, des Transports et de la Formation continue |           | Wendy Alexander (jusqu'au 4 mai 2002) | SLP   |
| Ministre des Entreprises, des Transports et de la Formation continue |           | Iain Gray                             | SLP   |
| Ministre de la Culture et des Sports                                 |           | Mike Watson                           | SLP   |
| Ministre des Finances et des Services publics                        |           | Andy Kerr                             | SLP   |
| Ministre de la Santé et des Services sociaux                         |           | Malcolm Chisholm                      | SLP   |
| Ministre des Affaires parlementaires                                 |           | Patricia Ferguson                     | SLP   |
| Ministre de l'Environnement et du Développement rural                |           | Ross Finnie                           | SLD   |
| Lord Advocate                                                        |           | Colin Boyd                            | SLP   |